# Rob Pilatus

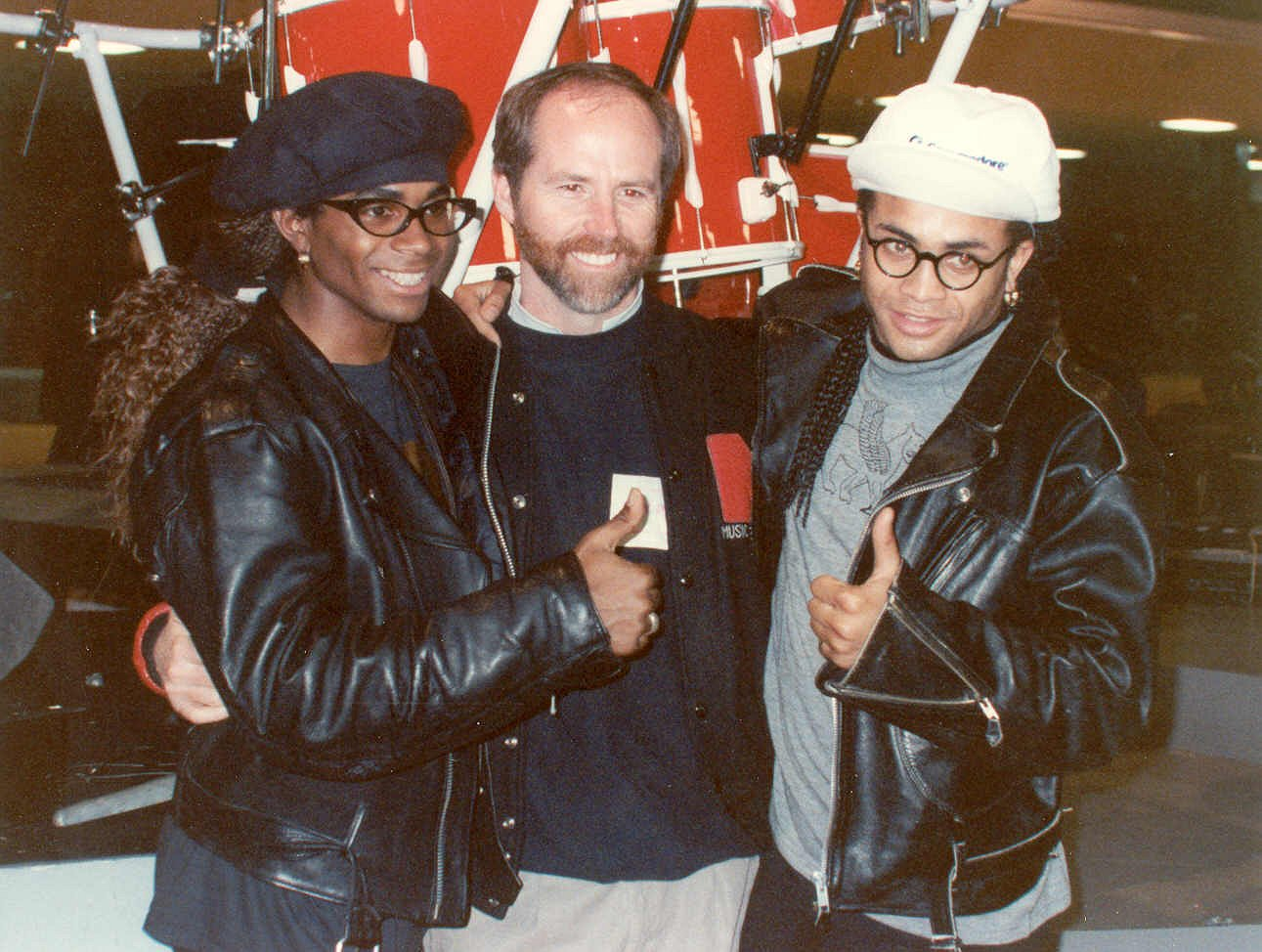
Rob Pilatus (rechts) tijdens de repetities voor de uitreiking van de Grammy's in februari 1990

Robert (Rob) Pilatus (München, 8 juni 1964 – Friedrichsdorf, 3 april 1998) was een van de gezichten van de Duitse popgroep Milli Vanilli. Hij had in 1988 en 1989 enkele wereldwijde hits met nummers als Girl You Know it's True en Girl I'm Gonna Miss You.

## Levensloop
Pilatus werd geboren in Amerika, maar groeide op bij een adoptiegezin in München.

### De eerste jaren in de show/muziekscene
Rond 1984 leerde hij Fab Morvan kennen. Ze werden een duo zodat ze sterker in hun schoenen stonden. Ze waren vooral getalenteerde break dancers. Aan serieus zangtalent ontbrak het echter. Hun accenten (Pilatus Duits, Morvan Frans) maakten het zingen in Engelse taal er ook niet makkelijker op.
In 1987, had hij als achtergrondzanger van de groep Wind al enig succes vergaard door het behalen van de tweede plaats op het Eurovisiesongfestival in Brussel met het liedje Lass die Sonne in dein Herz. Wind was geproduceerd door de Duitser Ralph Siegel.  
Siegel lanceerde rond 1987 een act genaamd Empire Bizarre waaraan Pilatus en Morvan aan deelnamen met als derde lid een zangeres. Er werd zelf gezongen maar wel met behulp van een koortje om het aardig te laten klinken. Het nummer Dansez  werd op de Duitse tv gebracht maar werd geen echte hit.

### Producer Frank Farian
In 1988 bezocht Pilatus het studiopand van de producer Frank Farian. Pilatus was geen onbekende van Farian maar desondanks wist Farian niet wat hij voor hem en zijn compagnon Morvan kon betekenen. Farian was bekend van Boney M. waarbij hij zelf de mannelijke zang deed maar hij had ook volop zelf zingende artiesten in zijn cast. Zijn secretaresse tevens zijn destijdse echtgenote kaartte een kant-en-klaar nummer aan dat al of niet voorlopig was ingezongen door studiozangers. Ze was van mening dat Pilatus en Morvan uitermate geschikt waren om dat nummer te performen. Farian stemde in en daar waren de twee heren onder de naam Milli Vanilli in no time de visual performers van dat nummer, getiteld Girl You Know It's True. Wel werd er door het hele team een "zelf zingen" verhaal verspreid. Ondanks dat er wel al gauw geruchten waren kwam er een enorm succes. Zo was Morvan ervan overtuigd dat de hoogste man van Arista Records, Clive Davis, op de hoogte was van het niet zelf zingen. De zangpartijen die Pilatus playbackte (zowel op tv als tijdens "live" concerten) waren ingezongen door Brad Howell.

### Grammy Award en de ontmaskering
Twee jaar na het bestaan werd er in Amerika zelfs een Grammy Award binnen gehaald. Vreemd genoeg was het optreden niet live. Waarom de Award organisatie hiermee had ingestemd is niet duidelijk. 
In 1990 werd echter op een door Milli Vanilli's producer, de Duitser Frank Farian  belegde persconferentie bekendgemaakt dat Pilatus, die inmiddels verslaafd was geraakt aan cocaïne, en medezanger de Fransman Fab(rice) Morvan nooit één noot gezongen hadden op het desbetreffende album, waarna ze hun destijds gewonnen Grammy terug stuurde en waardoor hun populariteit vervolgens zienderogen daalde.

### Veranderde persoonlijkheid
Morvan liet in een interview weten dat Pilatus op een gegeven moment niet meer de persoon was zoals hij hem tot dan toe had gekend. Het normale vriendschappelijke contact met hem was verdwenen. Tijdens de opnamen van het album Rob & Fab begin jaren negentig, bleef Robs problematiek beperkt tot concentratieverlies door persoonlijke issues, maar enige tijd later was er sprake van een veranderde persoonlijkheid. De voor de hand liggende oorzaak was zijn langdurig drugsgebruik, wat al begonnen was aan het begin van zijn kortdurende popcarrière.

### Zijn laatste periode
In maart 1998 verklaarde Pilatus op de Duitse televisie dat hij liever dood wilde zijn. Begin april van datzelfde jaar, dus amper één maand later, werd hij op 33-jarige leeftijd dood aangetroffen in een hotelkamer in Friedrichsdorf. Hij was blijkens de autopsie overleden aan een dodelijke combinatie van alcohol en drugs. Naar zeggen van Morvan is ervan uit te gaan dat het geen zelfmoord was wat door derden wel vermoed werd maar dat Pilatus hoogstwaarschijnlijk had besloten om nog één keer high te worden voor de beslissing om voor altijd drugsvrij door het leven te gaan.  Bovendien was het vlak na verlating van een afkickkliniek die bekostigd was door de producer Farian. Onvolgbaar had Pilatus zijn verkregen geld voor zijn levensonderhoud besteed aan dure drank en drugs. De secretaresse Milli, destijds tevens de echtgenote van Farian, trof hem levenloos aan. 
- Gemeinsame Normdatei: 1193352770
- MusicBrainz: 51443a2a-8af9-42fe-ad45-e992b924d254
- Virtual International Authority File: 3747156762922941300004
- WorldCat: E39PBJgRX4WGwhFQ7yfRmKHwG3